# 콜로뇨 수드역
콜로뇨 수드 역(이탈리아어: Cologno Sud)은 밀라노 지하철 2호선의 역이다. 콜로뇨몬체레 내에 위치해 있다. 1981년 6월 7일 밀라노 지하철 2호선 콜로뇨 지선의 역 중 하나로 문을 열었다..

## 시설
이 역에는 다음과 같은 시설이 있다.
- 에스컬레이터
- 승차권 자동 판매기